# PSR J2144-3933
PSR J2144-3933 är en ensam stjärna belägen i norra delen av stjärnbilden Tranan. Den beräknas befinna sig på ett avstånd av ca 587 ljusår (ca 180 parsec) från solen.
PSR J2144-3933 är en pulsar och den kallaste kända neutronstjärnan med en yttemperatur på mindre än 42 000 K uppmätt med rymdteleskopet Hubble. Den ansågs tidigare ha en period på 2,84 sekunder men är nu känd för att ha en period på 8,51 sekunder, vilket är bland de längsta kända för radiopulsarerna.
PSR J2144-3933 är också anmärkningsvärd av andra skäl. Dess medelpulsprofil är mycket smal i jämförelse med pulsperioden med en halvintensitetsbredd på mindre än en longitud. Den har också den lägsta spindown-ljusstyrkan av någon pulsar på cirka 3×1021 watt.
Astrofysikerna MD Young et al., som skriver in Nature, överväger detta objekt och antyder att dess existens kastar tvivel på nuvarande teorier. De säger:
"Dessutom, enligt de vanliga modellens antaganden, baserade på neutronstjärnekvationerna för tillstånd, bör denna långsamt roterande pulsar inte sända ut radiostrålning. Därför är antingen modellantagandena felaktiga, eller så måste nuvarande teorier om radioemission revideras."
Det faktum att PSR J2144−3933 är den kallaste observerade neutronstjärnan har utnyttjats för att avgränsa egenskaperna hos mörk materia.